# Burry Port
Burry Port är en ort i Storbritannien.   Den ligger i kommunen Carmarthenshire och riksdelen Wales, i den södra delen av landet, 280 km väster om huvudstaden London. Burry Port ligger 8 meter över havet och antalet invånare är 7 860.
Terrängen runt Burry Port är platt åt sydost, men åt nordväst är den kuperad. Havet är nära Burry Port söderut.  Närmaste större samhälle är Llanelli, 5,9 km öster om Burry Port. Trakten runt Burry Port består i huvudsak av gräsmarker.